# Тимирязев, Фёдор Иванович
Фёдор Иванович Тимирязев (14.06.1832—24.05.1897) — российский государственный деятель, губернатор Саратовской губернии (1880—1881).

## Биография
Родился 14 июня 1832 года. Сын генерал-майора Ивана Семёновича Тимирязева (1790—1867) — астраханского губернатора.
Получил домашнее образование, в декабре 1851 года сдал экзамен на второй разряд в Московском университете и поступил на службу писцом 1-го разряда в канцелярию калужского губернатора. В декабре 1852 г. произведён в коллежские регистраторы.
В январе 1854 года переведён в канцелярию Московского военного генерал-губернатора младшим чиновником по особым поручениям. В этой должности проводил самостоятельное следствие и содействовал другим при проведении следствий. С декабря 1855 года губернский секретарь.
В декабре 1860 года назначен судебным следователем Московского уезда. В октябре 1863 года произведён в чин коллежского секретаря. С сентября 1865 года асессор Московского губернского правления по линии МВД, в октябре того же года произведён в титулярные советники, а в октябре 1866 года — в коллежские асессоры.
В 1870—1871 годах исполняющий обязанности московского вице-губернатора. С октября 1869 года надворный советник, в апреле 1872 года утверждён почётным мировым судьей Москвы. В феврале 1873 года уволился со службы по семейным обстоятельствам.
В марте 1875 года избран членом Московской управы, с мая того же года мировой судья.
С 11 марта 1878 года вице-губернатор Саратовской губернии, с 29 июня 1879 года после отставки М. Н. Галкина-Враского фактически исполнял обязанности губернатора, а в мае 1880 года был официально утверждён на этот пост. Статский советник (1879).
В период его руководства в Саратове прошла сельскохозяйственная выставка, были открыты 3-й городской ночлежный приют и общество вспомоществования для учащихся школ из бедных семей.
Фёдор Иванович Тимирязев был пианистом-любителем, входил в число исполнителей Русского музыкального общества, являлся участником концертов этого Общества, дважды избирался в члены ревизионной комиссии РМО для проверки приходно-расходных книг. Был одним из жертвователей на строительство храма во имя святой мученицы царицы Александры в селе Каменный Враг Сердобского уезда.
В сентябре 1881 года отправлен в отставку, уехал из Саратова.
Умер 24 мая 1897 года. Похоронен в ограде построенной в 1894 году на его средства церкви села Каменный Враг Сердобского уезда.

## Награды
- Орден Святого Станислава 2-й степени
- Орден Святой Анны 3-й степени
- Темно-бронзовая медаль на Владимирской ленте в память войны 1853—1855 годов
- Особый знак отличия в память успешного введения положений 19 февраля 1861 года[3]